# جی‌ای‌سی
جَک (انگلیسی: JAC) یک شرکت خودروسازی چینی است که در شهر هفئی استان آن‌هوئی قرار دارد. این شرکت در ۳۰ سپتامبر ۱۹۹۹ میلادی تأسیس شده است. این شرکت پیش‌تر با نام کارخانه خودروسازی هفئی جیانگوای شناخته می‌شد که در سال ۱۹۶۴ میلادی تأسیس گردیده بود.

## تاریخچه
این شرکت که در سال ۱۹۶۴ با نام «کارخانه خودروسازی جیانگ‌هوای هفئی» تأسیس شد، در سال ۱۹۹۷ نام خود را به «شرکت خودروسازی جیانگ‌هوای آنهویی، با مسئولیت محدود» تغییر داد. این شرکت در سال ۲۰۰۱ در بورس اوراق بهادار شانگهای عرضه اولیه سهام خود را انجام داد.
در گذشته، جی‌ای‌سی تنها کامیون‌های تجاری را با نام تجاری جیانگهو تولید می‌کرد، اما در دهه ۲۰۰۰ تولید خودروهای مینی‌ون و شاسی‌بلند را آغاز کرد. تا سال ۲۰۰۷، این شرکت مجوز دولتی برای تولید خودروهای سواری را دریافت کرد، اما همچنان به عنوان یک تولیدکننده کامیون شناخته می‌شد.
پیش از دریافت مجوز تولید خودروهای سواری در سال ۲۰۰۷، جی‌ای‌سی در اوایل دهه ۲۰۰۰ با شرکت هیوندای موتور همکاری داشت تا خط تولید خود را گسترش دهد. این شرکت از سال ۲۰۰۳ مونتاژ مینی‌ون‌های هیوندای را آغاز کرد، اما این همکاری پیش از سال ۲۰۰۷ متوقف شد.
با این حال، حداقل دو مدل مبتنی بر فناوری هیوندای پس از لغو این همکاری توسط جی‌ای‌سی تولید شدند که شامل یک مینی‌ون و یک شاسی‌بلند بود. هیوندای در سال ۲۰۰۴ تلاش کرد یک سرمایه‌گذاری مشترک با این شرکت ایجاد کند.
در سال ۲۰۰۹، دولت چین حمایت خود از ادغام در صنعت خودروسازی این کشور را اعلام کرد و این امر تحلیلگران را به پیش‌بینی احتمال ادغام جی‌ای‌سی با چری، به دلیل موقعیت مکانی هر دو شرکت در استان آنهویی، واداشت.
چنین ادغامی در ظاهر منطقی به نظر می‌رسید: چری عمدتاً خودروهای سواری تولید می‌کرد و جی‌ای‌سی در آن زمان تقریباً به‌طور کامل بر کامیون‌ها متمرکز بود. با این حال، جی‌ای‌سی از آن زمان به وضوح اعلام کرده است که به ادغام با چری تمایلی ندارد.
جی‌ای‌سی اعلام کرد که تمرکز بیشتری بر روی خودروهای سواری خواهد کرد و همچنین برنامه‌ای جدید برای تولید خودروهای برقی در سال ۲۰۱۰ دارد؛ این اعلامیه تلاشی برای جلوگیری از شایعات دربارهٔ ادغام با چری بود.
فروش این شرکت در سال ۲۰۱۲ به بیش از ۴۴۵٬۰۰۰ دستگاه رسید. در سال ۲۰۱۳، جی‌ای‌سی یکی از ده تولیدکننده برتر خودرو در چین بود و با فروش ۴۵۸٬۵۰۰ دستگاه ۲٫۵٪ از سهم بازار را به خود اختصاص داد و به رتبه هشتم رسید.
این شرکت در سال ۲۰۱۱ یک رتبه سقوط کرد و به رتبه نهم رسید، در حالی که نزدیک به ۵۰۰٬۰۰۰ دستگاه تولید می‌کرد، و در سال ۲۰۱۲ کاهش تولید به حدود ۴۴۵٬۰۰۰ دستگاه باعث شد که شرکت یک پله دیگر پایین‌تر و به رتبه دهم برسد.
ظرفیت تولید تخمینی این شرکت در سال ۲۰۰۹ بیش از ۵۰۰٬۰۰۰ دستگاه در سال بود.
در سال ۲۰۱۴، جی‌ای‌سی موتورز اعلام کرد که شرکت گروه جی‌ای‌سی را به‌طور کامل خریداری کرده است. شرکت جدید در بازار بورس با نام جی‌ای‌سی موتورز معامله می‌شد اما تحت نام گروه جی‌ای‌سی فعالیت می‌کرد.
در سال ۲۰۱۶، جی‌ای‌سی قراردادی با دی‌آر اوتوموبیل برای صادرات خودروهای خود به ایتالیا منعقد کرد. مدل‌های جی‌ای‌سی که در چین تولید می‌شوند، توسط شرکت دی‌آر مطابق با مقررات ایمنی و ضد آلودگی اروپا دوباره تأیید شده و با نشان دی‌آر به فروش می‌رسند. اولین خودروهای وارداتی به ایتالیا جک رفاین اس۳ که با نام دی‌آر۴ (یا اوو ۴) و جک رفاین اس۲ بودند.

### همکاری با فولکس‌واگن
در سال ۲۰۱۷، جی‌ای‌سی و گروه فولکس‌واگن یک سرمایه‌گذاری مشترک برای تولید خودروهای برقی برای بازار چین با نشان سیات اعلام کردند. در آوریل ۲۰۱۸، سرمایه‌گذاری مشترک جی‌ای‌سی-فولکس‌واگن به‌طور رسمی آغاز شد، اما این همکاری از طریق برند جدید سول انجام می‌شود و دیگر با برند سیات نیست. اولین محصول این همکاری خودرو سول ای۲۰ایکس است، یک کراس‌اوور برقی که نتیجه‌ای از مهندسی جک رفاین اس۲ با طراحی جلویی جدید که توسط مرکز طراحی سیات در اسپانیا انجام شده.
در سال ۲۰۲۰، گروه فولکس‌واگن تفاهم‌نامه‌هایی بین شرکت سرمایه‌گذاری فولکس‌واگن (چین) و دولت استان آنهویی امضا کرد تا سهم گروه فولکس‌واگن در سرمایه‌گذاری مشترک فولکس‌واگن-جی‌ای‌سی را از ۵۰٪ فعلی به ۷۵٪ افزایش دهد. این انتقال نیازمند سرمایه‌گذاری در گروه هلدینگ جی‌ای‌سی، شرکت مادر جی‌ای‌سی بود. توافق بین طرفین، که مشروط به تأییدیه‌های نظارتی معمول بود. این تاییدیه‌ها شامل سرمایه‌گذاری به مبلغ معادل یک میلیارد یورو بود و همچنین قرار شد تا پایان همان سال تکمیل شود. فولکس‌واگن همچنین ۵۰٪ از سهام شرکت مادر جی‌ای‌سی را خریداری کرد.
گروه فولکس‌واگن ۷۵٪ سهام فولکس‌واگن آنهویی را در اختیار دارد، در حالی که گروه جی‌ای‌سی ۲۵٪ از سهام را داراست. گروه فولکس‌واگن همچنین ۵۰٪ از گروه هلدینگ جی‌ای‌سی، شرکت مادر گروه جی‌ای‌سی، را در اختیار دارد که به معنای مالکیت ۱۴٫۰۹٪ از سهام گروه جی‌ای‌سی توسط گروه فولکس‌واگن است. در نتیجه، درصد مالکیت گروه فولکس‌واگن در فولکس‌واگن آنهویی عملاً به ۷۸٫۵۲٪ می‌رسد.

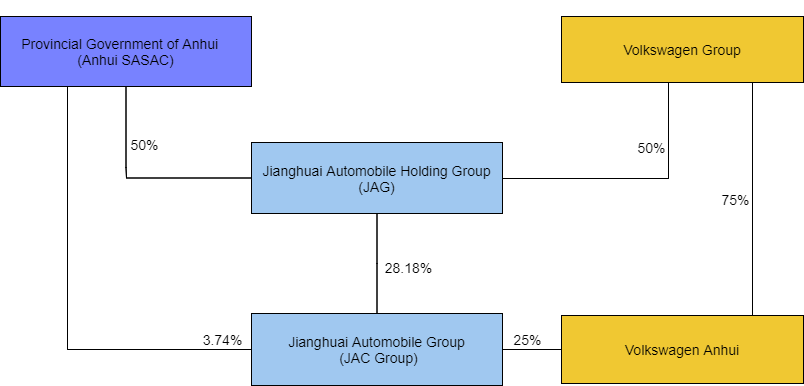
ساختار گروه جی‌ای‌سی در سال ۲۰۲۳

### تولید به سفارش (اوای‌ام) برای نیو
در آوریل ۲۰۱۶، نیو و گروه جی‌ای‌سی توافق‌نامه همکاری تولید امضا کردند و به صورت پیش فرض هدف تولید و فروش ۵۰٬۰۰۰ خودرو در سال برای مدت ۵ سال تعیین شد.
در سال ۲۰۱۸، اولین مدل تولید انبوه نیو، یعنی نیو ای‌اس۸ که توسط جی‌ای‌سی تولید شده بود، به‌طور رسمی معرفی شد. در مارس ۲۰۲۱، نیو و گروه جی‌ای‌سی شرکت «فناوری پیشرفته جیانگ‌لای (آن‌هویی) با مسئولیت محدود» را تأسیس کردند که هر کدام ۵۰٪ از سهام این سرمایه‌گذاری مشترک را در اختیار داشتند. در همان ماه، دو شرکت توافق کردند که قرارداد تولید را تا مه ۲۰۲۴ تمدید کنند. به‌عنوان بخشی از تمدید این قرارداد، نیو مبلغ ۱٫۲ میلیارد یوان برای خدمات تولید قراردادی به جی‌ای‌سی پرداخت کرد. در دسامبر ۲۰۲۳، نیو اعلام کرد که کارخانه‌های جی‌ای‌سی که مسئول تولید خودروهای نیو بودند را به مبلغ ۳٫۱۵۸ میلیارد یوان خریداری کرده است که این معامله به همکاری اوای‌ام برای نیو پایان داد.
از آغاز همکاری اوای‌ام، نیو به ترتیب در سال‌های ۲۰۱۸ تا ۲۰۲۲ مبالغ ۲۲۳ میلیون یوان، ۴۴۱ میلیون یوان، ۵۳۲ میلیون یوان، ۷۱۵ میلیون یوان و ۱٫۱۲۷ میلیارد یوان را به جی‌ای‌سی پرداخت کرده است. مجموع مبلغ پرداخت‌شده برای خدمات تولید قراردادی در این پنج سال به ۳٫۰۳۸ میلیارد یوان رسید.
در ۱۱ ژانویه ۲۰۲۴، جی‌ای‌سی و نیو توافق‌نامه چارچوب همکاری راهبردی امضا کردند تا در حوزه استانداردهای باتری، فناوری تعویض باتری، ساخت شبکه‌های خدمات تعویض باتری و بهره‌برداری همکاری کنند.

### همکاری با هواوی
در دسامبر ۲۰۲۳، جی‌ای‌سی اعلام کرد که توافق‌نامه همکاری با هواوی امضا کرده است. این دو طرف در حوزه تولید، فروش و خدمات همکاری خواهند کرد تا خودروهای برقی لوکس را با استفاده از راه‌حل‌های هوشمند خودرویی هواوی توسعه دهند.
در اوت ۲۰۲۴، در کنفرانس معرفی استلاتو اس۹، هواوی به‌طور رسمی چهارمین برند خود تحت همکاری با جی‌ای‌سی را به نام ماکسترو (به چینی: 尊界) معرفی کرد. اولین خودرو، ماکسترو اس۸۰۰، قرار است تا پایان ۲۰۲۴ از خط تولید خارج شده و در نیمه اول ۲۰۲۵ عرضه شود.

## محصولات

### ون
- ریفاین (تحت لیسانس هیوندای)
- m2
- m5

### شاسی بلند
- رین
- جک اس۷* جی ای سی اس۵
- جک اس۲
- جک اس۲ مینی
- جک اس۳

### کامیون کوچک
- جی‌ای‌سی ۱۰۲۰کی دبیلیو ۱

### کامیونت
- جک ۱۰۴۵
- جک ۱۰۴۸
- جک ۱۰۶۱
- جک ۱۰۶۳
- جک ۱۰۸۳
- جک ۱۰۲۰کی
- جک ۱۰۴۰کی

### خودروهای خاص
- جک ۱۰۸۳
- جک ۳۰۴۵کی
- جک ۳۰۷۲کی آر ۱
- جک ۱۱۳۱کی آر ۱
- جک ۵۲۵۰جی جِی بی ال
- کامیون کمپرسی سنگین
- تریلر سنگین

### خودروهای سواری
- جک جی۳
- جک جی۵ اتوماتیک و دستی
- جک جی۶
- جک جی۴
- جک جی۲
- جک iEV
- جک a60

### محصولات در ایران
جک در ایران با شرکت کرمان موتور همکاری دارد و خودروهایی نظیر جک S5 یا جک J5 از این شرکت در ایران به موفقیت‌هایی در فروش دست پیدا کرده‌اند. این محصولات عبارتند از:
- جک ۳ صندوقدار و هاچبک
- جک جی ۵ اتوماتیک و دستی
- جک اس ۵ اتوماتیک و دستی
- جک اس ۳ اتوماتیک
- جک جی ۴ اتوماتیک
- جک ایکس ۷ اتوماتیک
- جیایجی ای سی تی ۸ اتوماتیک

## نگارخانه

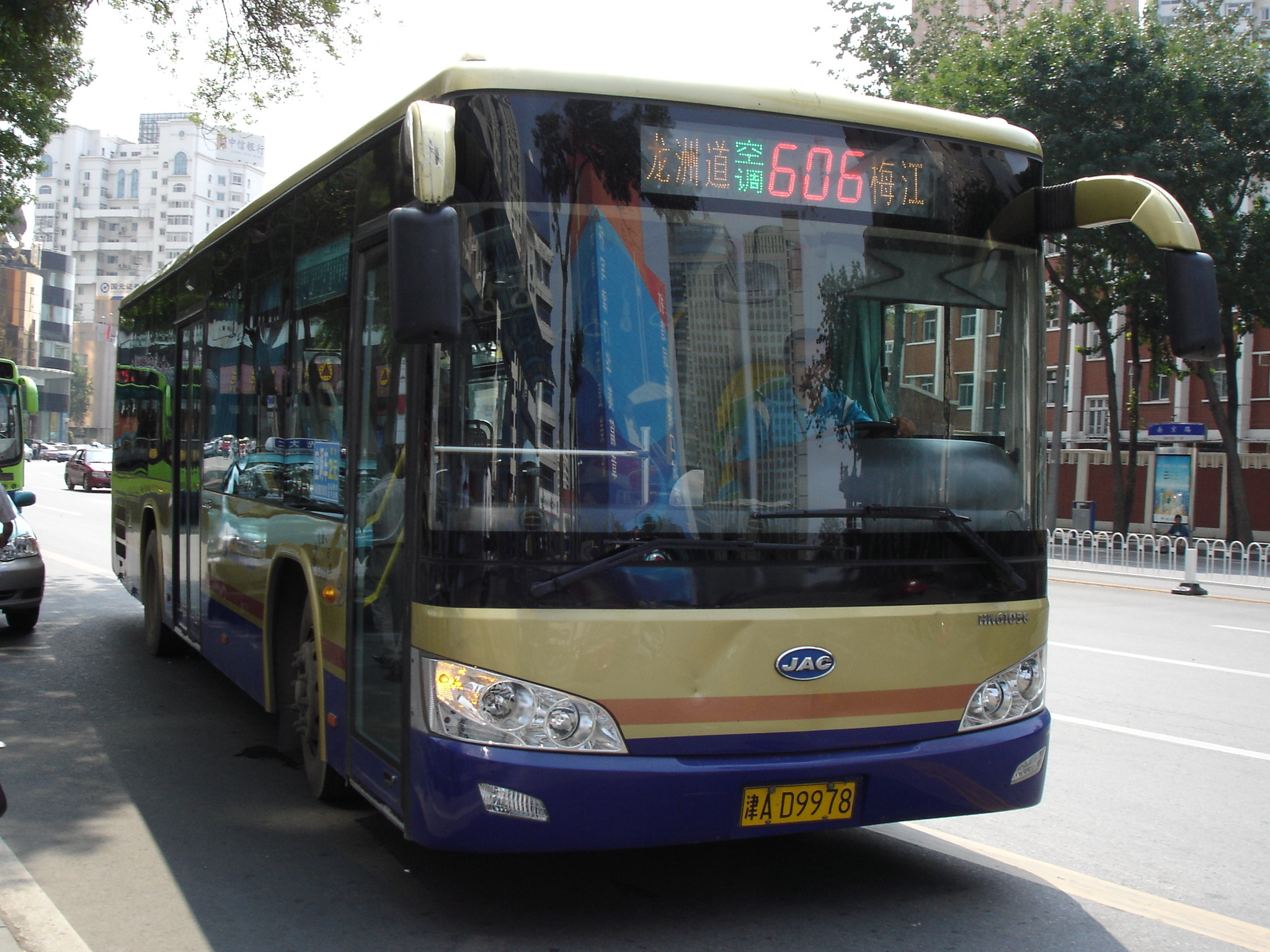
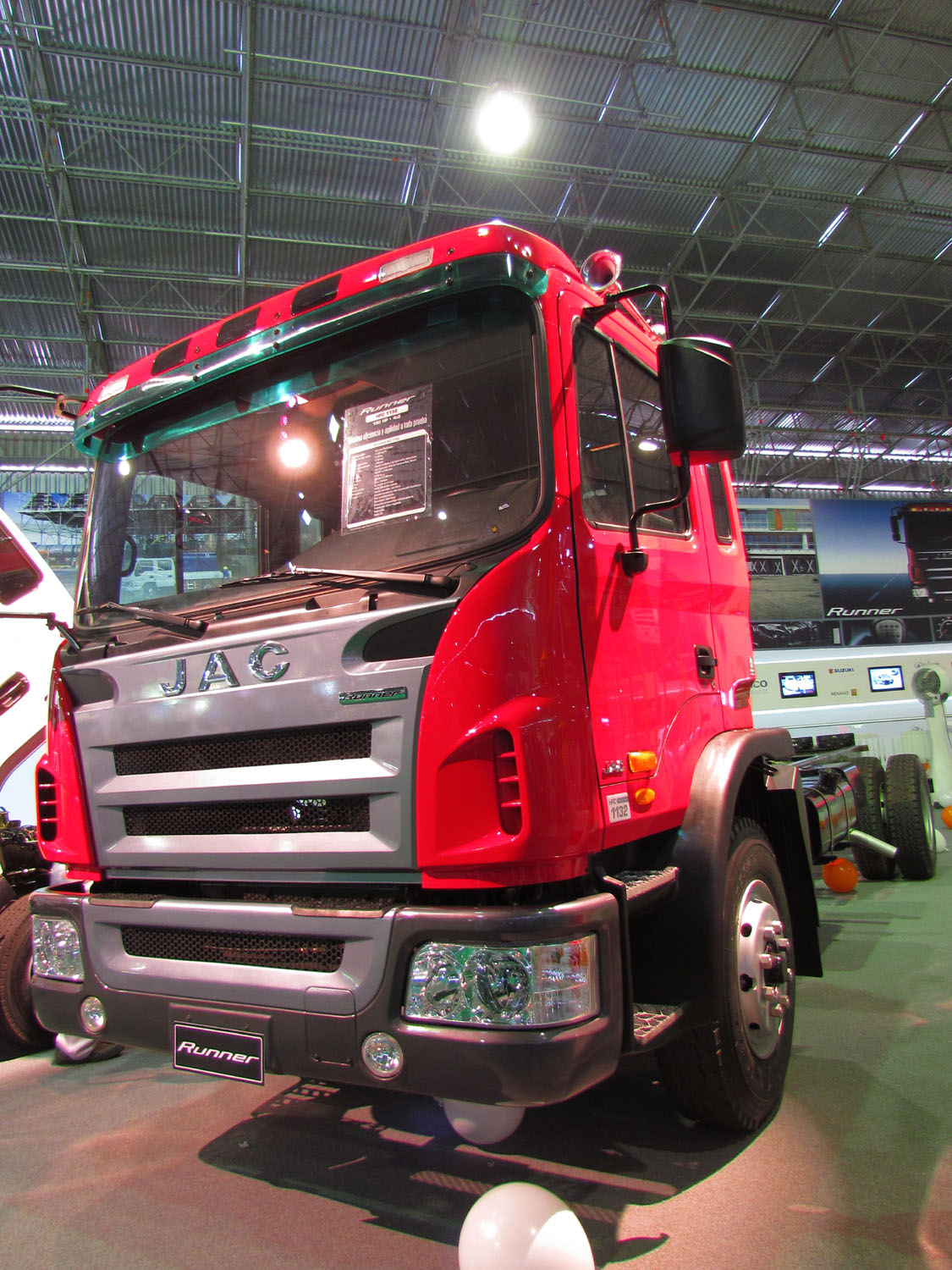
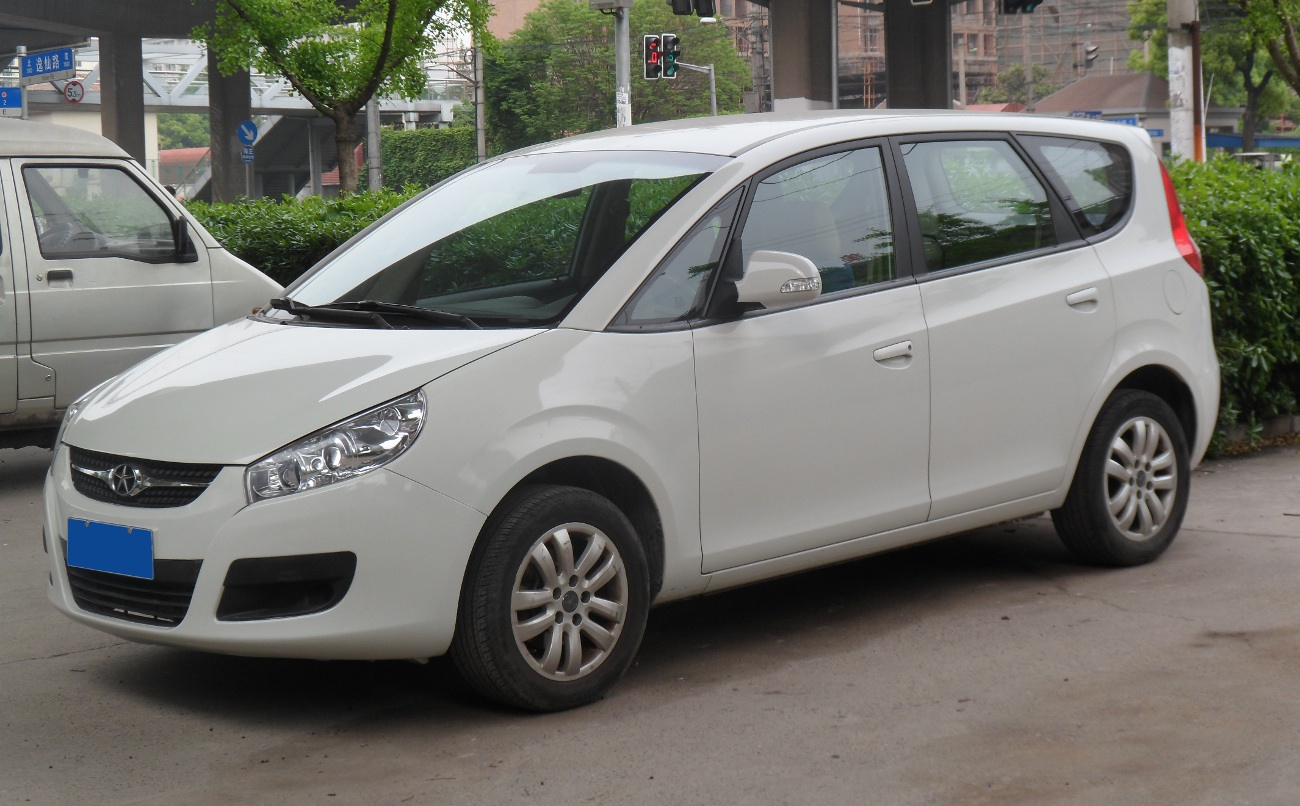
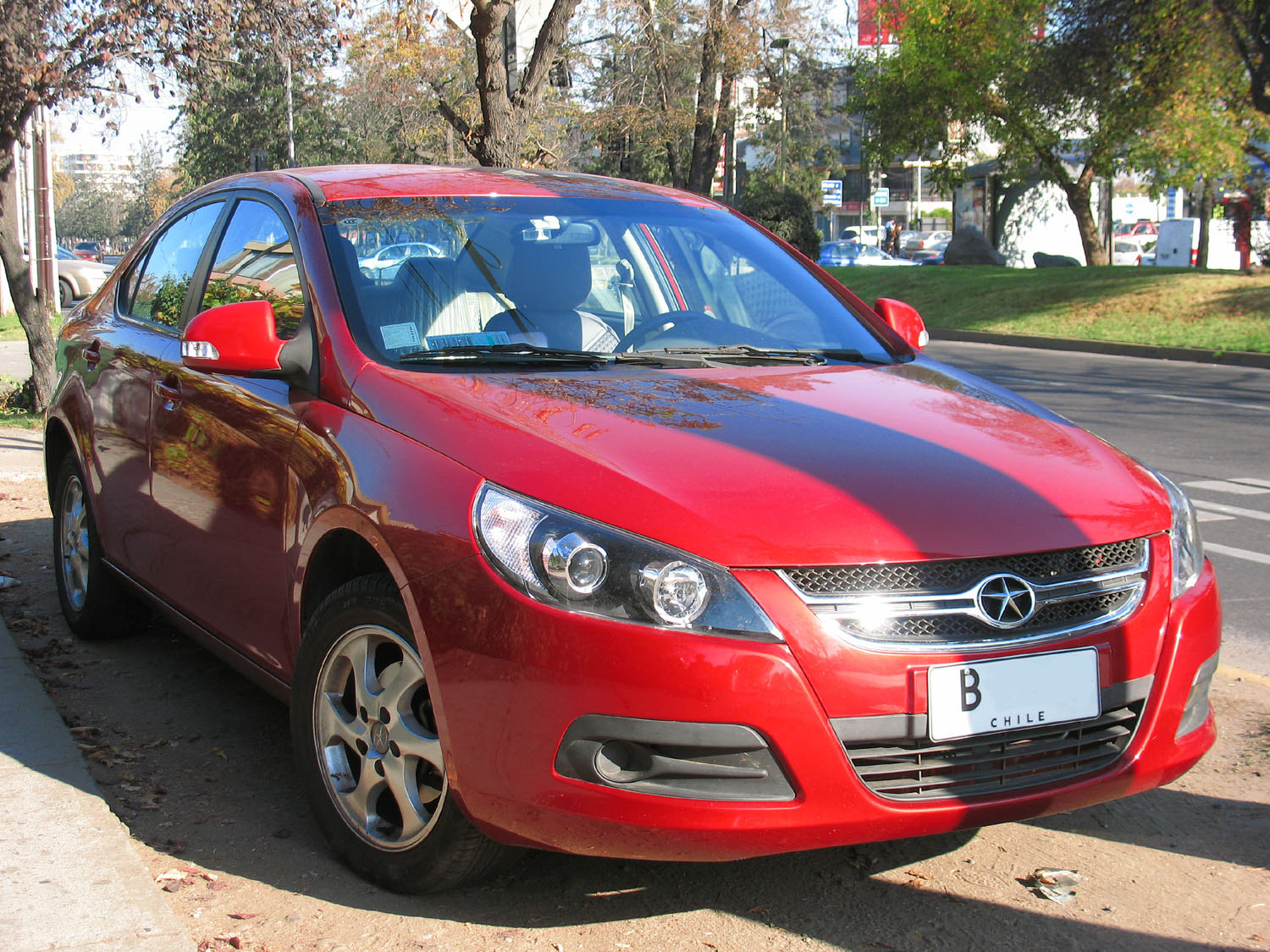
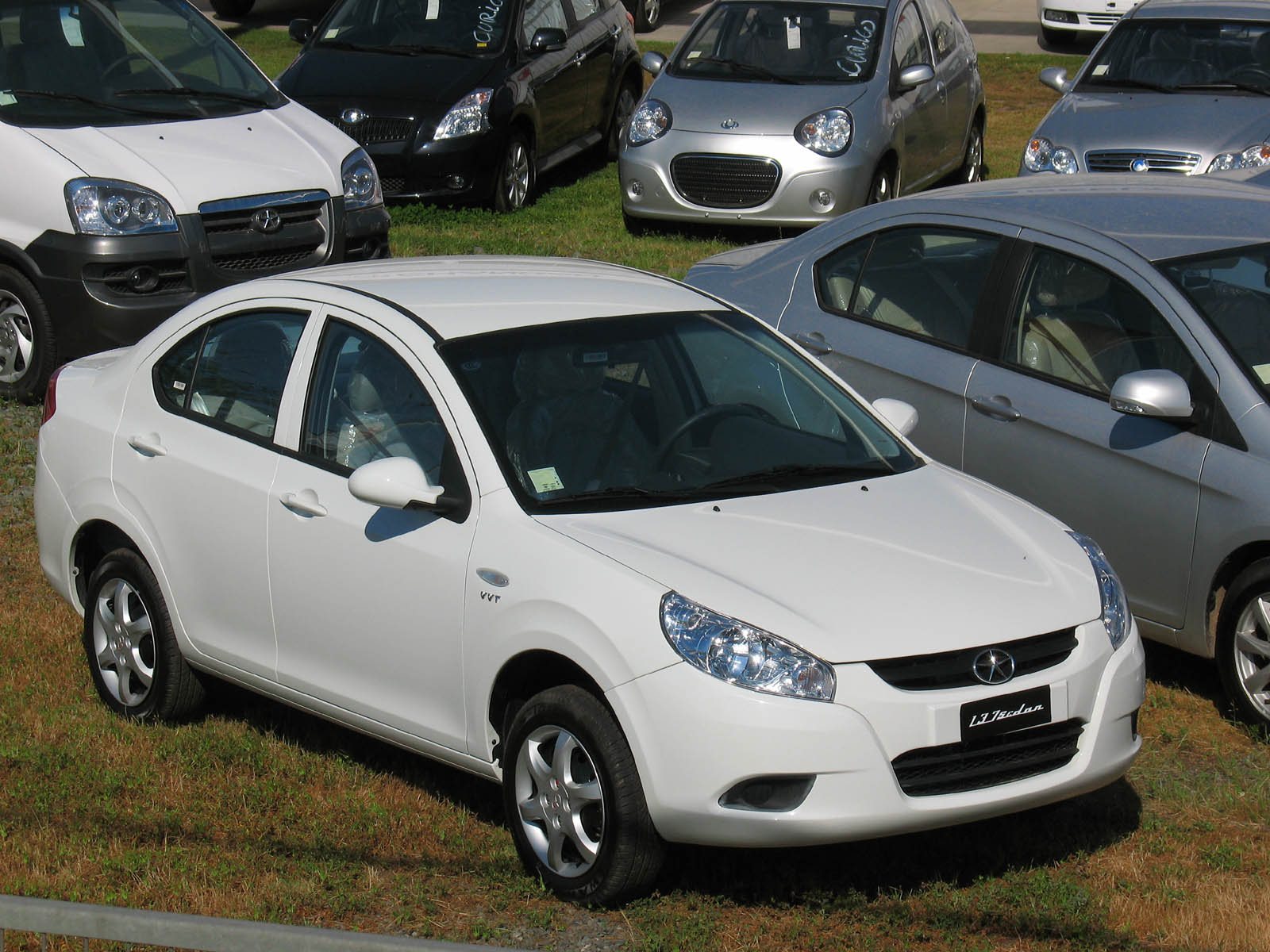
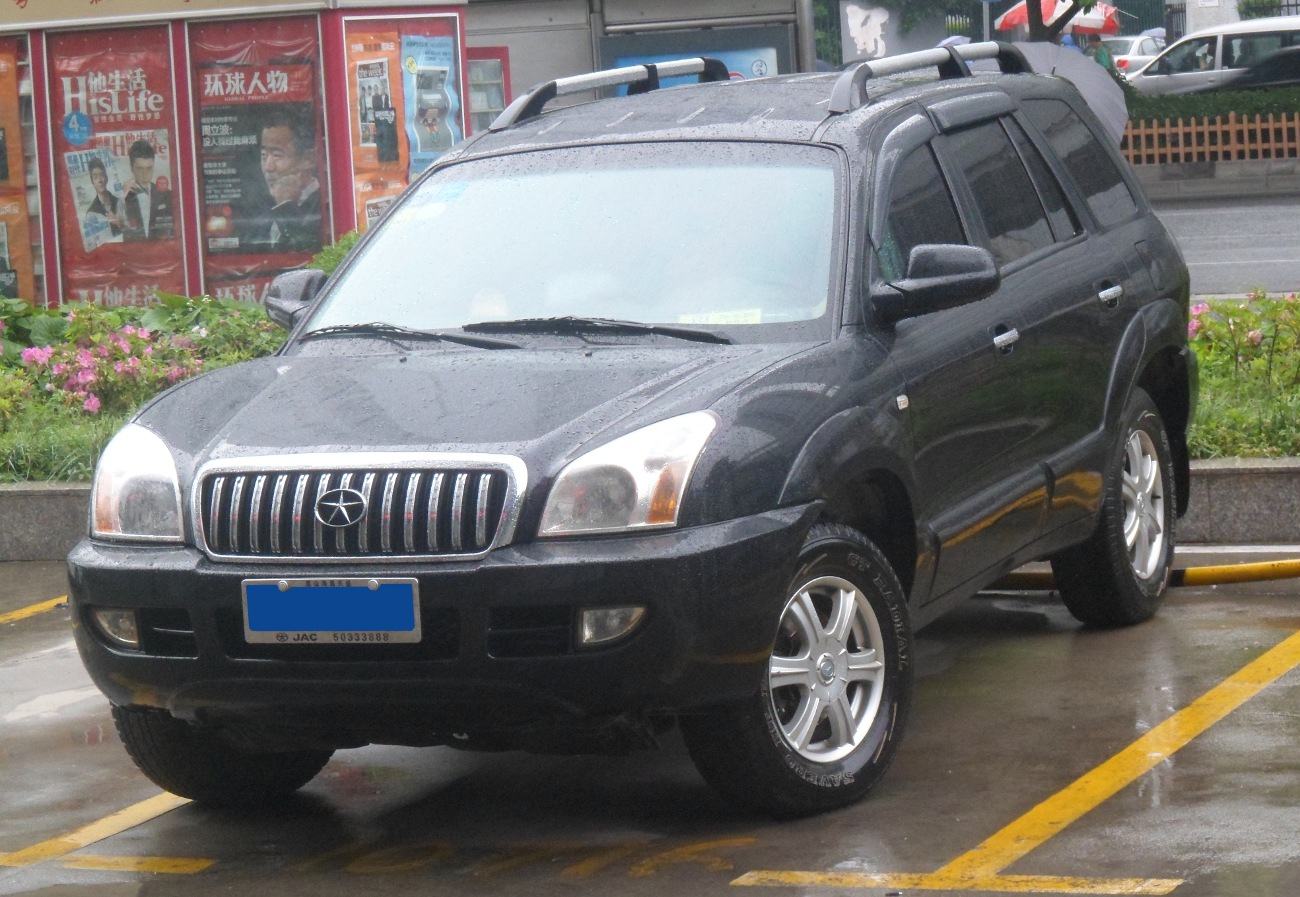
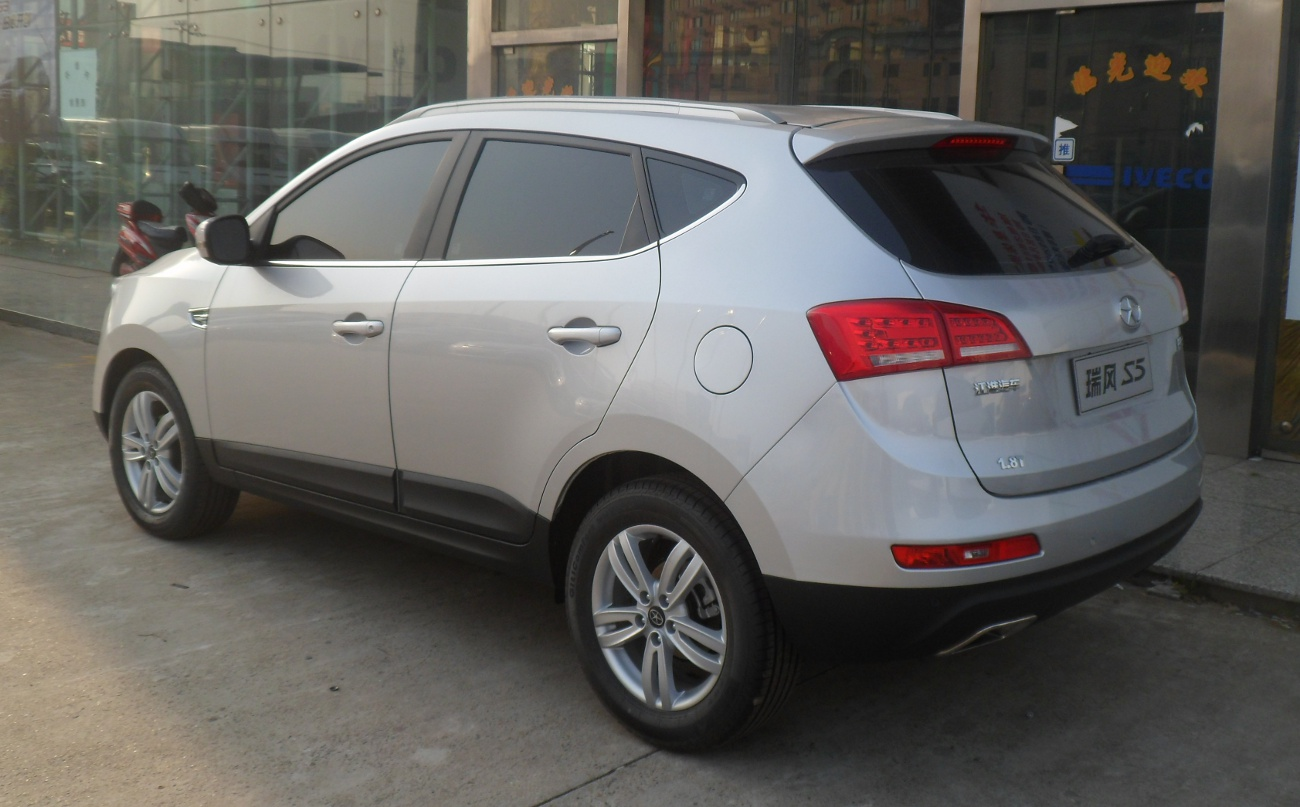
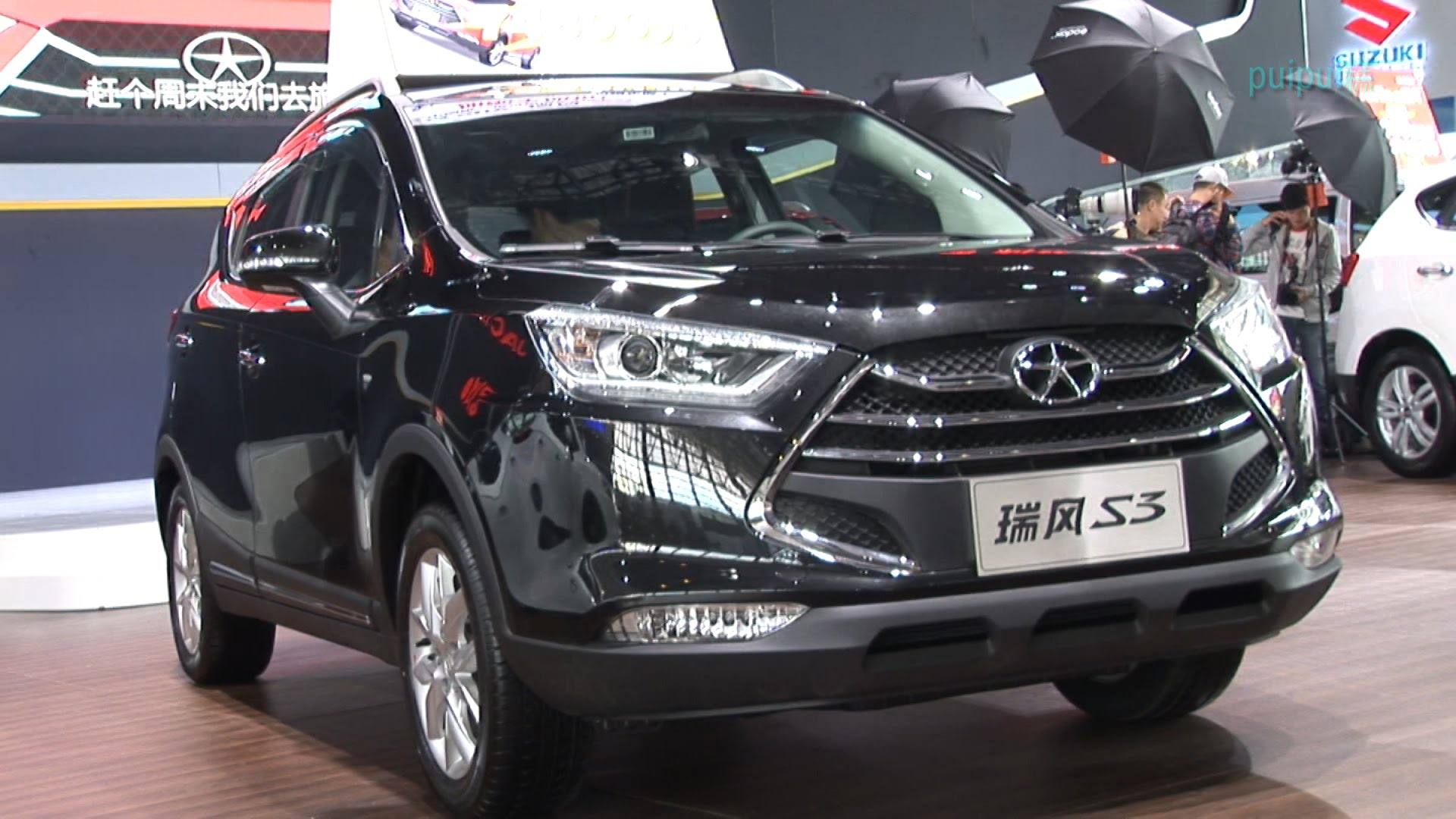